# Bács-Kiskun vármegyei labdarúgó-bajnokság (harmadosztály)
A Bács-Kiskun vármegyei harmadosztály a megyében zajló bajnokságok harmadik osztálya, országos szinten hatodosztálynak felel meg. A bajnokságot a megyei szövetség írja ki, a küzdelmek három csoportban (Északi, Közép és Déli) folynak. A bajnokok a Vármegye II-ben folytathatják.

## Csapatok 2009/2010

### Déli csoport
- Bácsborsód
- Bátya
- Borota
- Dávod
- Dunapataj
- Dunaszentbenedek
- Foktő
- Gara
- Géderlak
- Kisszállás
- Kunbaja
- Miske
- Rém
- Tataháza
- Uszód
- Vaskút

### Északi csoport
- Ágasegyháza
- Apostag
- Ballószögi KSK
- Ballószögi Vállalkozók
- Fülöpháza
- Fülöpszállás
- Helvécia SE
- Helvéciai Vállalkozók
- Hetényegyháza SC
- Kunadacs
- Kunbaracs
- Miklósi GYFE
- Soltszentimre
- Szabadszállás
- Tass
- Tiszaug

### Közép csoport
- Bócsa
- Csengőd
- Dunaegyháza
- Fülöpjakab
- Homokmégy [5]
- Jánoshalma
- Jászszentlászló
- Kecel FC
- Kecel Senior
- Kiskunhalasi Spartacus
- Kötöny SC
- Öregcsertő
- Olajbányász SE Szank
- Tázlár
- Újtelek
- Vadkert FC